# Ueli Maurer
Ueli Maurer (Wetzikon, Suiza, 1 de diciembre de 1950) es un expolítico suizo, antiguo miembro del Consejo Federal Suizo y cabeza del Departamento Federal de Defensa, Protección de la población y Deportes. Asumió ambos puestos el 1 de enero de 2009. Su partido político es la Unión Democrática de Centro.

## Biografía
Hijo de un agricultor pobre del Oberland zuriqués, Maurer obtiene un diploma federal de contable tras haber terminado su aprendizaje de comercio. Director de la Asociación de agricultores zuriqueses de 1994 a 2008, presidió la Unión de cultivadores de vegetales y la Asociación suiza Maschinenring hasta finales de 2008. 
Ueli Maurer es ciudadano de las comunas de Adelboden y Hinwil, esta última es además su lugar de residencia. Está casado y es padre de seis hijos. Prestó servicio en el ejército suizo y llegó hasta el grado de mayor.
Elegido presidente de la Conferación por la Asamblea Federal de Suiza para el año 2013.
A partir de 2024, es decir, un año después de su salida del Consejo Federal, el exministro Ueli Maurer critica severamente las medidas de lucha contra la pandemia adoptadas por este mismo Consejo Federal.